# 高勝儒
高勝儒（？年—？年），字競齋，江蘇省丹徒縣人，曾就讀日本東京高等工業學校。宣統二年工科進士。

## 生平
宣統二年(1910年)九月二日，內閣奉上諭：高勝儒著賞給工科進士。
宣統三年(1911年)，廷試一等，經學部考驗列最優等，授職翰林院編修。
民國七年，任扶輪公學國文教員

## 著作
《幾何學難題詳解: 立體部》，三木清二, 駱師曾, 高勝儒，商務印書館, 1909